# 遠藤吉平

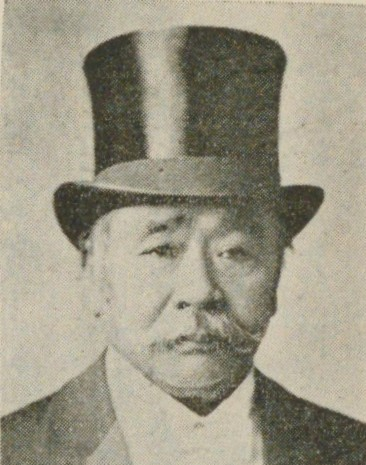
遠藤吉平

遠藤 吉平（えんどう きっぺい、1841年5月5日（天保12年3月15日） - 1932年（昭和7年）8月12日）は、日本の実業家、政治家。衆議院議員。旧姓・佐藤、初名・富次郎。

## 経歴
越後国蒲原郡築地村（現新潟県胎内市）で、廻船業・佐藤六右衛門の二男として生まれる。安政2年（1855年）商船に乗組み蝦夷地、樺太の航海に従事し、その後、箱館の漁業家・中川勇助のもとで5年間働いて帰郷。慶応元年3月（1865年）先代・遠藤吉平の養子となる。養父の死後に家督を相続し吉平と改名した。
1877年（明治10年）、一家で函館に移住し、海陸物産商を開業。函館商業会議所特別議員、函館共立 (株) 社長、北海道セメント監査役、百十三銀行監査役、函館船渠監査役、北海道馬車鉄道取締役などを務めた。大川平三郎と親しかったことから、北海道セメントが経営危機に陥った際に浅野セメントとの合併の橋渡しをした。1889年（明治22年）、函館商工会副会頭に就任し、後に第2代会頭を務めた。
政界では、函館区会議員、北海道会議員、所得税調査委員などを歴任。1908年（明治41年）5月の第10回衆議院議員総選挙で北海道庁函館外三支庁管内から選出された横田虎彦が、1909年（明治42年）、日本製糖汚職事件で拘禁され、同年6月28日、衆議院議員を辞職したことに伴い、補欠選挙に出馬して当選し、衆議院議員を一期務めた。

## 逸話
北海道に移住してから、三菱汽船で荷物を品川に送った際に荷造りの俵が破損し、三菱汽船も賠償を受け付けなかったため多大な損害を被った。これをきっかけに米穀雑貨等の荷造りの粗悪なことを憂え、その改良を考案して、政府や各商業会議所に働きかけ、政府が改俵を府県に諭達した。さらにその普及を図り、各地を遊説し、新聞等に意見を掲載し、また出版物を配布するなど30余年に渡り尽力し、その功績により1909年11月15日に藍綬褒章を受章した。
函館市大町に1885年（明治18年）までに竣工された旧遠藤吉平商店が保存され、函館市景観形成指定建造物に指定されている。子孫がテレビ東京「開運なんでも鑑定団」に出演し、吉平が西郷隆盛から譲り受けたと伝わる書の評価を依頼し、真筆と認められた。

## 著作
- 『函館港出入船舶貨物統計表 明治25年』遠藤吉平、1894年。
- 『函館商工會報告 明治26年』遠藤吉平、1894年。
- 『荷造改良に関する意見』遠藤吉平、1919年。

## 親族
- 三男 遠藤吉三郎（生物学者）[1]